# Honeymoan
Honeymoan is een Zuid-Afrikaanse indie pop- en rockband. De band werd als kwintet opgericht in 2017 door onder meer leden van diverse andere indie bands uit Kaapstad. Op 25 mei 2018 werd de dubbelsingle </3 / We uitgebracht. De ep Body verscheen op 28 juni 2019. Beide werken werden opgenomen in de thuisstudio van bassist Josh Berry in Kaapstad. Op 25 augustus 2019 belandde het lied Low blow, afkomstig van de ep, op de hoogste positie van de Graadmeter van Pinguin Radio.

## Discografie

### Ep
- Body, 2019

### Singles
- </3 / We, 2018
- Still here, 2019